# Cantonul Bourgueil
Cantonul Bourgueil este un canton din arondismentul Chinon, departamentul Indre-et-Loire, regiunea Centru, Franța.

## Comune
- Benais
- Bourgueil (reședință)
- La Chapelle-sur-Loire
- Chouzé-sur-Loire
- Continvoir
- Gizeux
- Restigné
- Saint-Nicolas-de-Bourgueil